# Campionato sovietico assoluto di scacchi (1941)

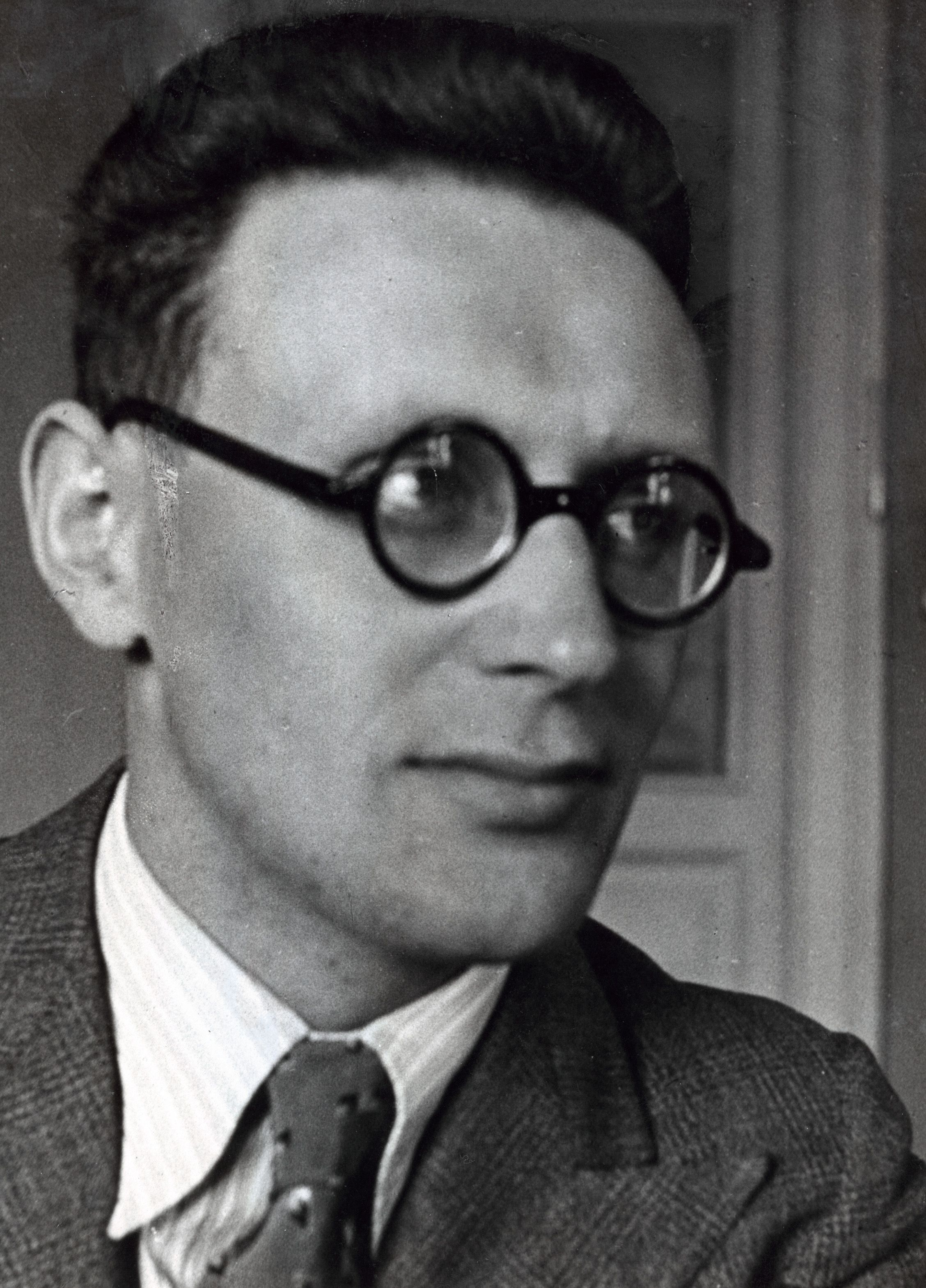
Michail Botvinnik, vincitore del torneo.

Il Campionato sovietico assoluto di scacchi si è svolto dal 23 marzo al 29 aprile 1941 a Leningrado e a Mosca per determinare lo sfidante di Aleksandr Alechin per il titolo mondiale di scacchi.
Il torneo fu voluto da Michail Botvinnik, che l'anno precedente si era classificato sesto nel 12º Campionato sovietico. Botvinnik intendeva proporre ad Alechin, campione del mondo in carica, un match per il titolo mondiale, ma temeva che il deludente risultato ottenuto nel campionato sovietico del 1940 (vinto alla pari da Bondarevskij e Lilienthal) avrebbe messo in dubbio il suo diritto a diventare lo sfidante di Alechin.
Grazie all'aiuto di Vladimir Snegiryov, un dirigente della federazione sovietica di scacchi e suo amico, Botvinnik riuscì a fare organizzare un torneo tra i primi sei classificati del 12º campionato sovietico. Il torneo si svolse con la formula del quadruplo girone (ogni giocatore giocava quattro partite contro tutti gli altri), per un totale di 20 partite. Le prime dieci partite furono giocate nel "Palazzo Tauride" di Leningrado, le altre dieci nella "Sala delle Colonne" di Mosca.
Il torneo vide prevalere nettamente Botvinnik con 13 ½ su 20, seguito da Keres 11, Smyslov 10, Boleslavs'kyj 9 ½, Lilienthal 8 ½, Bondarevskij 8.
Due mesi dopo il termine del torneo la Germania nazista con l'Operazione Barbarossa invase l'Unione Sovietica, posticipando di almeno quattro anni l'eventuale match tra Alechin e Botvinnik. Alechin morì nel 1946 e il match non si svolse mai.